# Roy Evans (Fußballspieler, 1948)
Roy Quentin Echlin Evans (* 4. Oktober 1948 in Bootle) ist ein ehemaliger englischer Fußballspieler und Fußballtrainer.

## Werdegang
Evans begann seine Karriere beim FC Liverpool, wo er 1965 einen Profivertrag erhielt. 1994 wurde er Cheftrainer seines ehemaligen Vereines FC Liverpool. In der Saison seiner Verpflichtung als Cheftrainer konnte er den League Cup 1994/95 gewinnen.

## Erfolge
mit dem FC Liverpool
- League Cup 1994/95